# Матвієнко Юрій Миколайович
Ю́рій Микола́йович Матвіє́нко (нар. 10 березня 1979, м. Хмельницький, Україна) — український художник-живописець, педагог.

## Біографія
Юрій Матвієнко народився в місті Хмельницькому. Після закінчення дев'яти класів середньої школи вступив до Одеського художньо-театрального училища ім. М. Б. Грекова. Його учителем був Алікберов Віталій Мурсалович.
Отримавши кваліфікацію «художник-виконавець», «викладач шкіл мистецтв», продовжив навчання в Національній академії образотворчого мистецтва і архітектури (НАОМА) в Києві. Закінчив навчання в 2005 році за спеціальністю «Образотворче та декоративно-прикладне мистецтво» та здобув кваліфікацію «художник-живописець», «дослідник», «викладач».
З 2009 по 2016 рр. працює викладачем кафедри живопису Київського державного інституту декоративно-прикладного мистецтва і дизайну імені Михайла Бойчука (КДІДПМД імені М. Бойчука).
З 2016 року — на творчій роботі.
Живе та працює в Хмельницькому.

## Творча діяльність
Юрій Матвієнко — представник реалістичного напряму в образотворчому мистецтві.
Пише портрети, пейзажі, натюрморти, займається церковним живописом та іконописом, художнім розписом на стінах, стелях або інших елементах інтер'єру.
Художник надає перевагу олійним фарбам. Аквареллю та олівцем пише рідко.

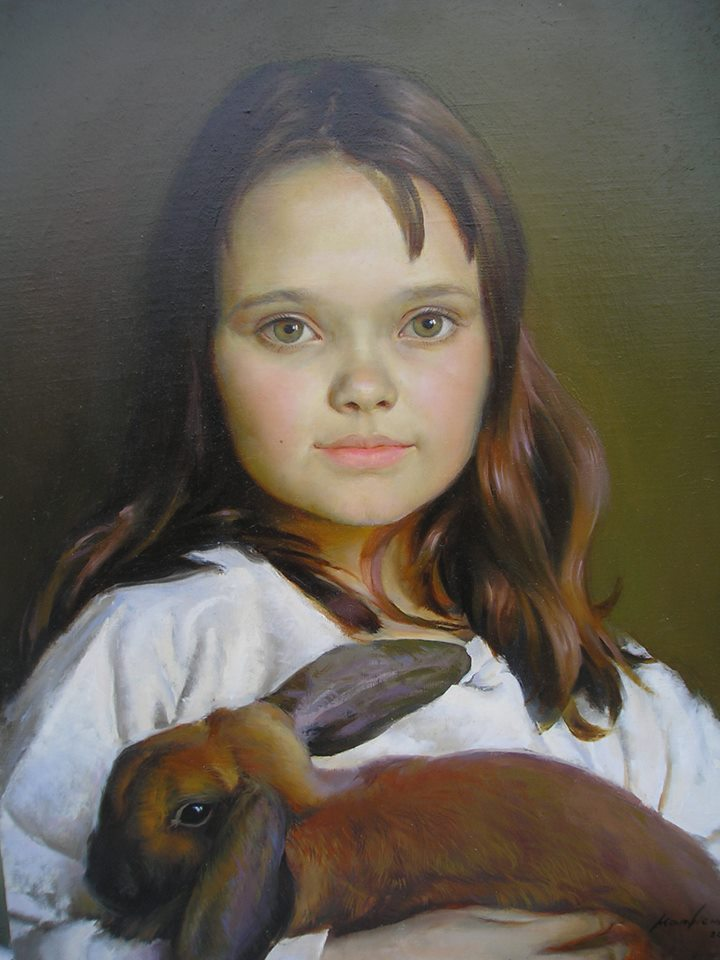
олія / полотно

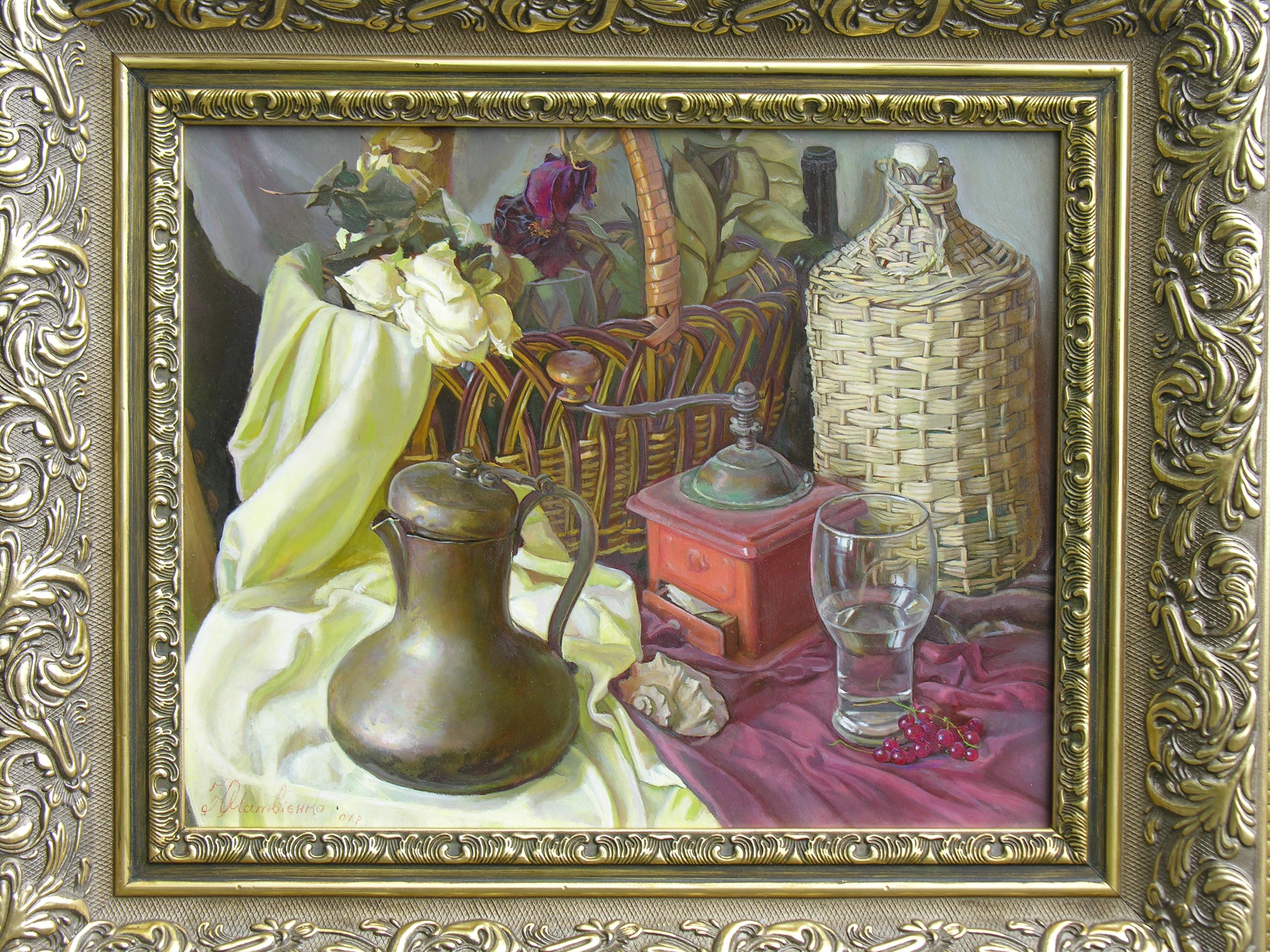
олія / полотно

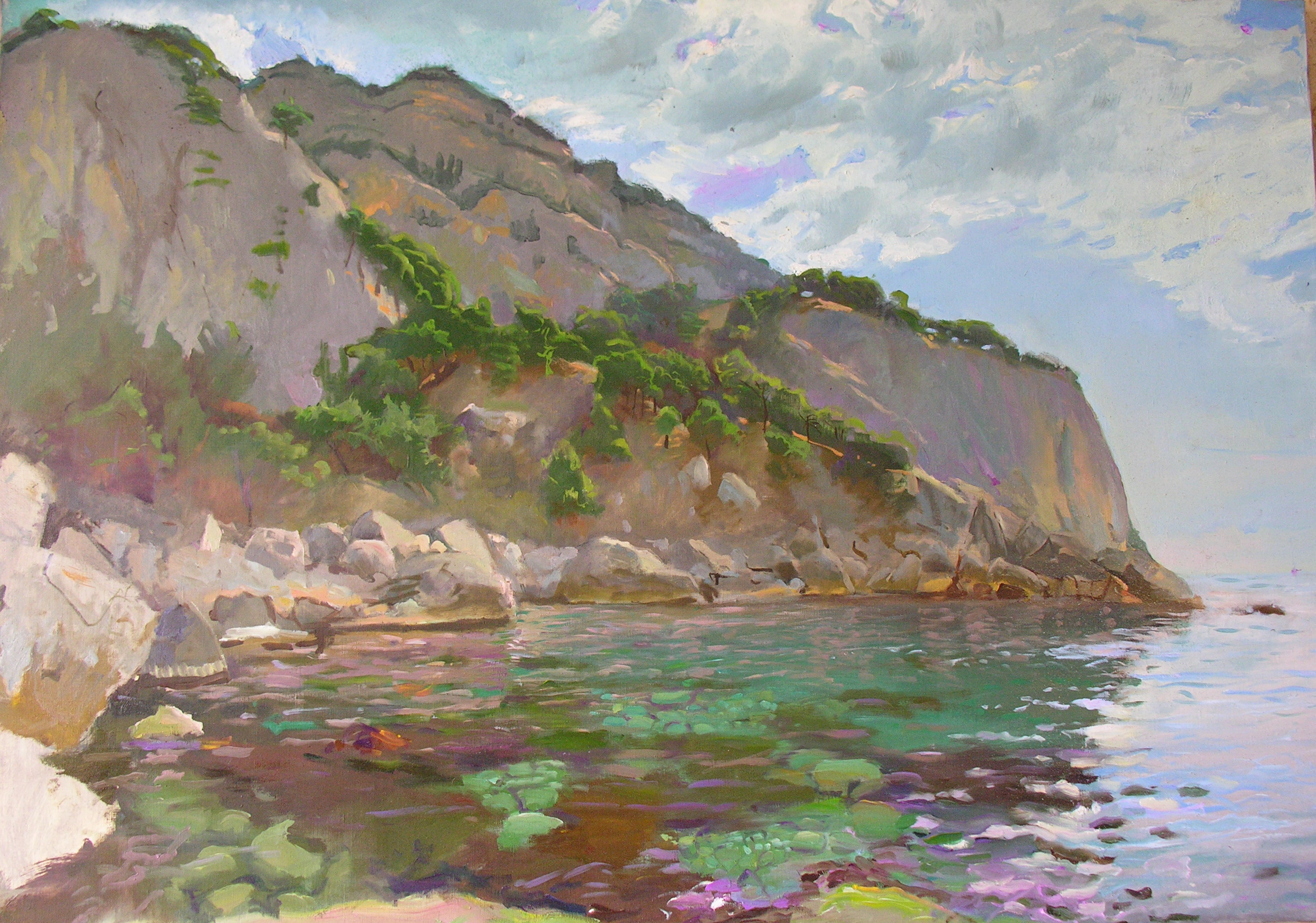
Мис Айя, Крим олія / полотно

Бере активну участь у мистецьких пленерах. Учасник багатьох художніх виставок в Україні та за кордоном. Роботи Юрія Матвієнка зберігаються у державних та приватних колекціях багатьох країн світу.